# Arme par destination

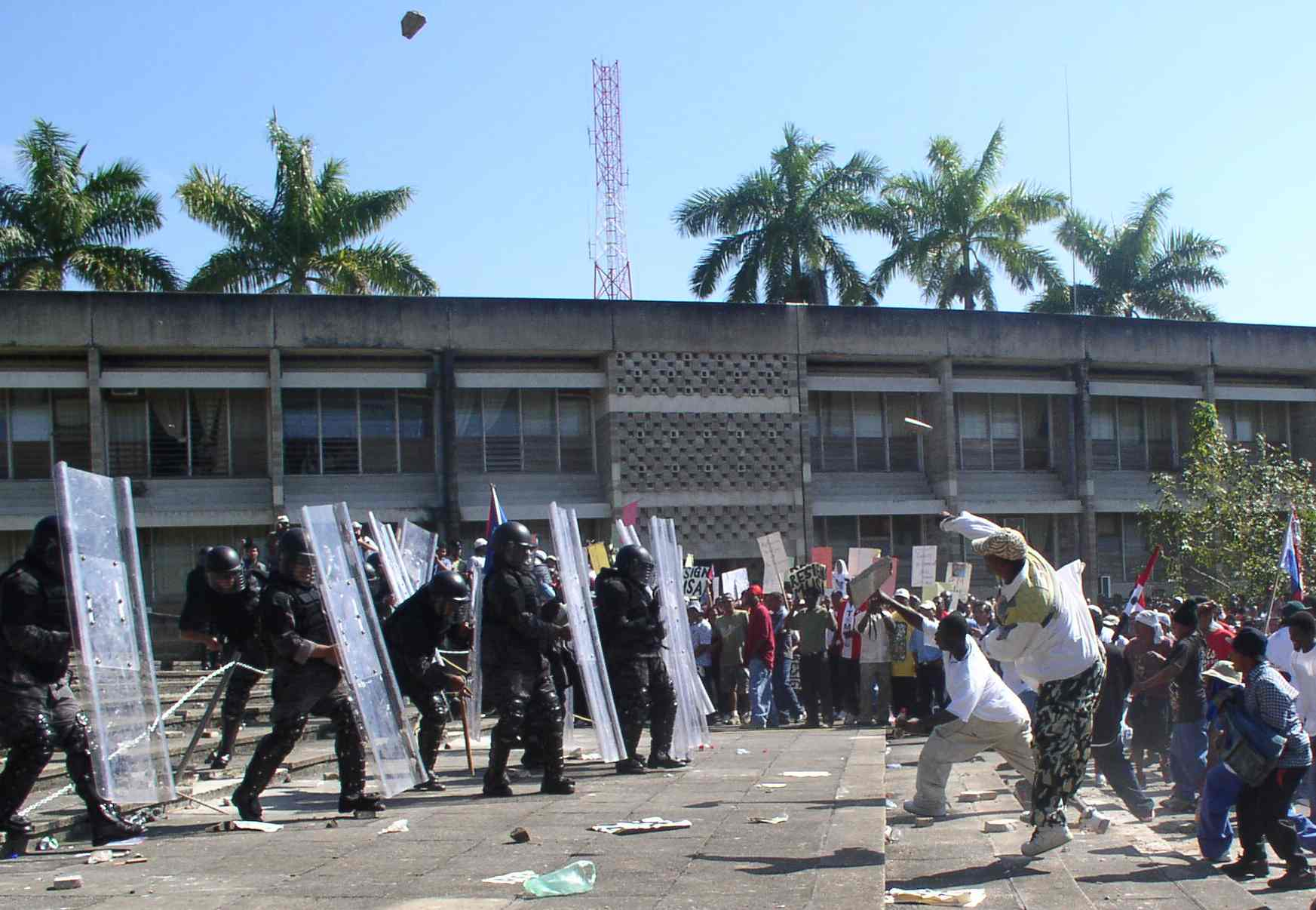
Rochers jetés par des manifestants sur les forces de l'ordre lors des mouvements civils à Belize en 2005.

Une arme par destination ou arme improvisée est un objet dont la fonction première n’est pas d’être une arme mais qui est utilisé ou destiné à être utilisé comme tel dans certaines situations. Elle est opposée aux armes par nature.

## Législation

### France
En France, l'article 132-75 du Code pénal définit les armes par destination comme « tout autre objet susceptible de présenter un danger pour les personnes [...] dès lors qu'il est utilisé pour tuer, blesser ou menacer ou qu'il est destiné, par celui qui en est porteur, à tuer, blesser ou menacer. ».
Cet article précise aussi qu'« est assimilé à une arme tout objet qui, présentant avec l'arme définie au premier alinéa une ressemblance de nature à créer une confusion, est utilisé pour menacer de tuer ou de blesser ou est destiné, par celui qui en est porteur, à menacer de tuer ou de blesser. »
Les armes par destination sont soumises aux mêmes lois que les armes par nature en cas de légitime défense.

## Exemples

### Vie courante

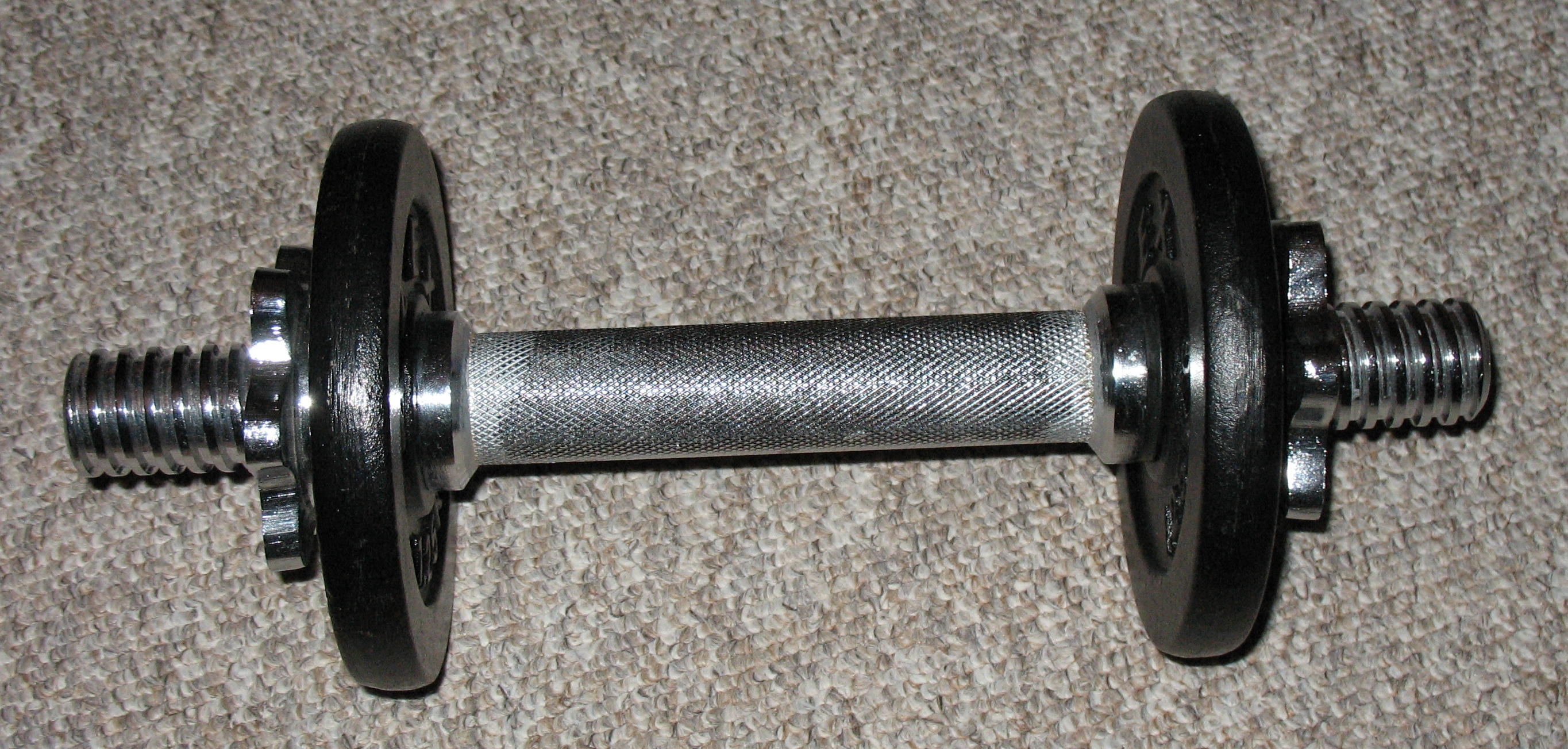
Un banal haltère peut être utilisé comme une arme par destination.

De nombreux objets ou produits de la vie courante peuvent servir d’armes par destination
- Outils de chantier, de bricolage, de jardinage ou de mécanique auto :

un marteau, un tournevis, une clé à molette, un pied de biche, une perceuse, une disqueuse, une scie sauteuse, un pistolet à clous, une pelle, une pioche, une clé démonte roue, un démonte-pneu, voire un extincteur, des cisailles, une faux, un taille-haie, une tronçonneuse, etc.
- Articles de sport :

une boule de pétanque, une batte de baseball, un club de golf, une batte de cricket, une crosse de billard, une raquette de tennis, un haltère, un frisbee, un casque de moto, voire une coupe ou une selle de vélo , etc.
- Ustensiles de cuisine ou de nettoyage :

un couteau de cuisine, une louche, une casserole, une poêle, une assiette, un moule à tarte, voire une bouteille en verre (comme une bouteille de bière), un balai, une balayette, un aspirateur, un seau, une cuvette, etc.
- Parties de meubles ou meubles entiers  :

un barreau de chaise, un pied de lampe, un luminaire, etc.
- Objets du quotidien :

un réveille-matin, un paillasson, une cafetière (manuelle ou électrique), une pendule à coucou, un journal roulé sur lui-même, un stylo, une règle, un compas, une gomme, un panneau de signalisation, un triangle de sécurité, une pompe à vélo, etc.
- Instruments de musique :

une trompette, une guitare, une contrebasse, une cornemuse, un ocarina, un tuba, un xylophone, etc.
- Jouets et jeux :

un échiquier, un tablier de dames, un goban, un Rubik's Cube, des fléchettes, etc.
- Matériaux de construction et fournitures diverses

une planche en bois (ou de contreplaqué), un tuyau,, des briques,, bout de ficelle, etc.
- Matériaux naturels :

un simple caillou, un galet, une branche d’arbre, un rocher, etc.
- Produits chimiques :

de l'acide sulfurique (voir vitriolage), des boules puantes, etc.
- Aliments :

un œuf , des fruits et des légumes, une plaque de chocolat, un saucisson, un jambonneau, une meule de fromage, une boite de conserve, etc.
- Parties du corps et sous-produits :

des excréments,, etc.

### Cas spécifiques

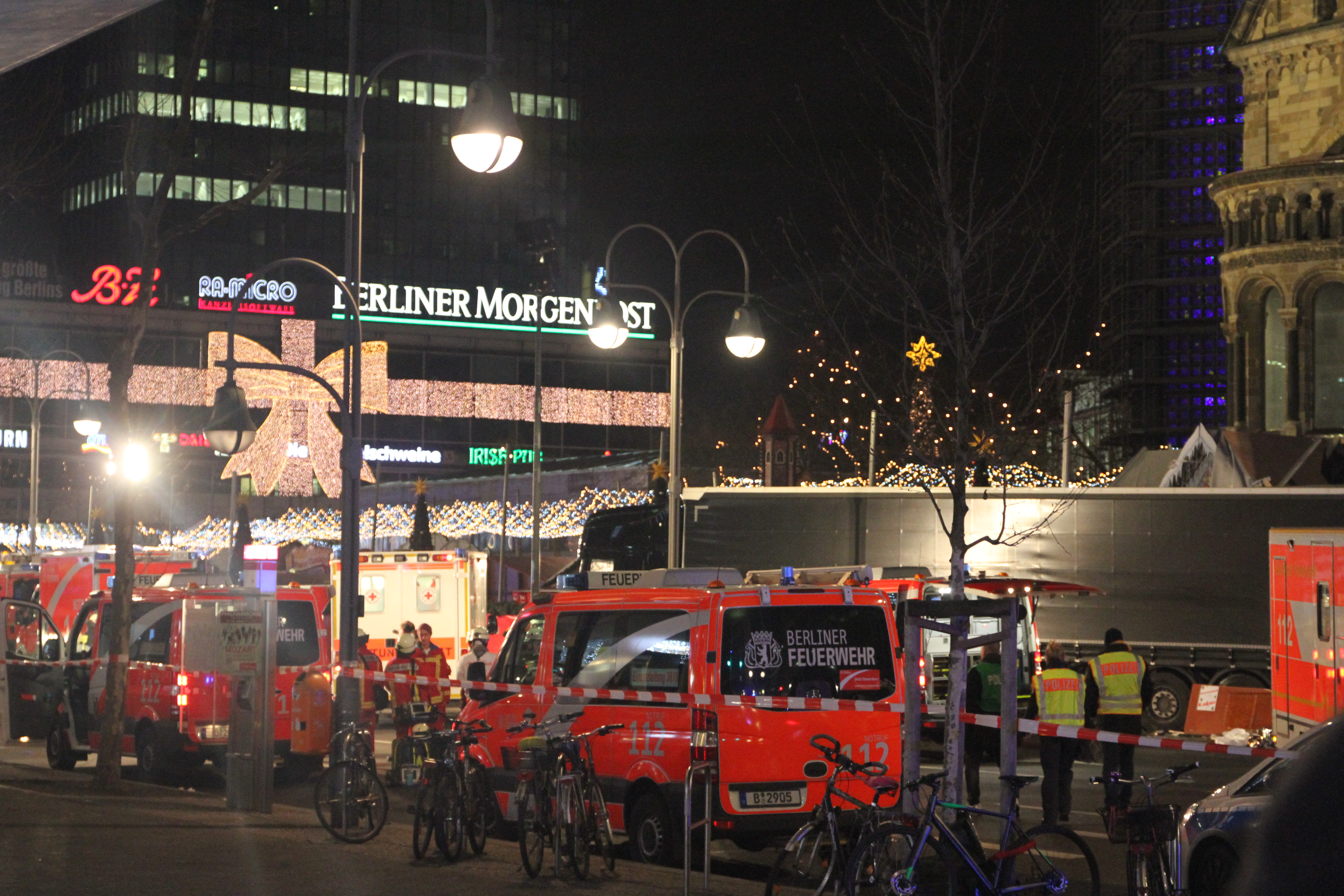
Le camion utilisé comme arme par destination dans l'attentat du 19 décembre 2016 à Berlin.

- En 2002, à la suite de son entartage par Noël Godin, l'ancien ministre Jean-Pierre Chevènement a réclamé lors du procès que la tarte à la crème soit considérée comme une arme par destination par la législation française. La justice ne l'a cependant pas suivi sur ce point[21],[22]. Fin décembre 2016, après un jet de farine sur l'ancien premier ministre Manuel Valls et le député Éric Elkouby qui l'accompagnait, la Justice s'interroge sur la qualification possible de la farine comme arme par destination[23].
- Des véhicules routiers (automobiles, camions, motocyclettes) ou aériens (avions) peuvent également servir d'armes par destination :
  - avions kamikazes pendant la Bataille du Pacifique lors de la Seconde Guerre mondiale ;
  - avions-suicides lors des attentats du 11 septembre 2001 ;
  - camion-bélier lors de l'attentat du 14 juillet 2016 à Nice ;
  - voitures-bélier lors de l'attentat du 19 décembre 2016 à Berlin et l'attentat du 3 juin 2017 à Londres.